# Hellacious Acres
Hellacious Acres è il secondo album dei Dangerous Toys, uscito nel 1991 per l'Etichetta Columbia Records.

## Tracce
1. Gunfighter (Dangerous Toys) 4:48
2. Gimme' No Lip (Dangerous Toys) 3:32
3. Sticks and Stones (Dangerous Toys) 3:14
4. Best of Friends (Dangerous Toys) 5:22
5. On Top (Dangerous Toys) 4:17
6. Sugar, Leather, and the Nail (Dangerous Toys) 3:18
7. Angel N. V. (Dangerous Toys) 6:55
8. Feel Like Makin' Love (Rodgers, Ralphs) 4:34 (Bad Company Cover)
9. Line 'Em Up (Dangerous Toys) 3:00
10. Gypsy (Black-N-Blue Valentine) (McMaster, Ponti, Pepe, Dangerous Toys) 4:09
11. Bad Guy 3:34

## Formazione
- Jason McMaster - voce
- Danny Aaron - chitarra
- Scott Dalhover - chitarra
- Mike Watson - basso
- Mark Geary - batteria

### Altri musicisti
- Waste 'O' Skin Choir - cori